# 關閘

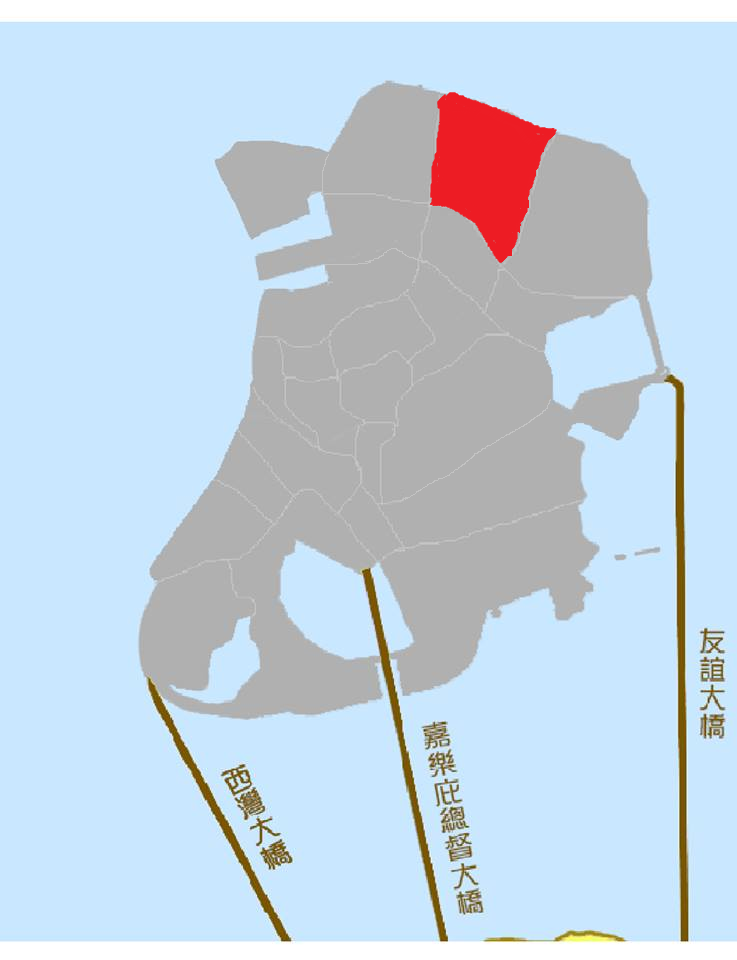
澳門半島上的關閘

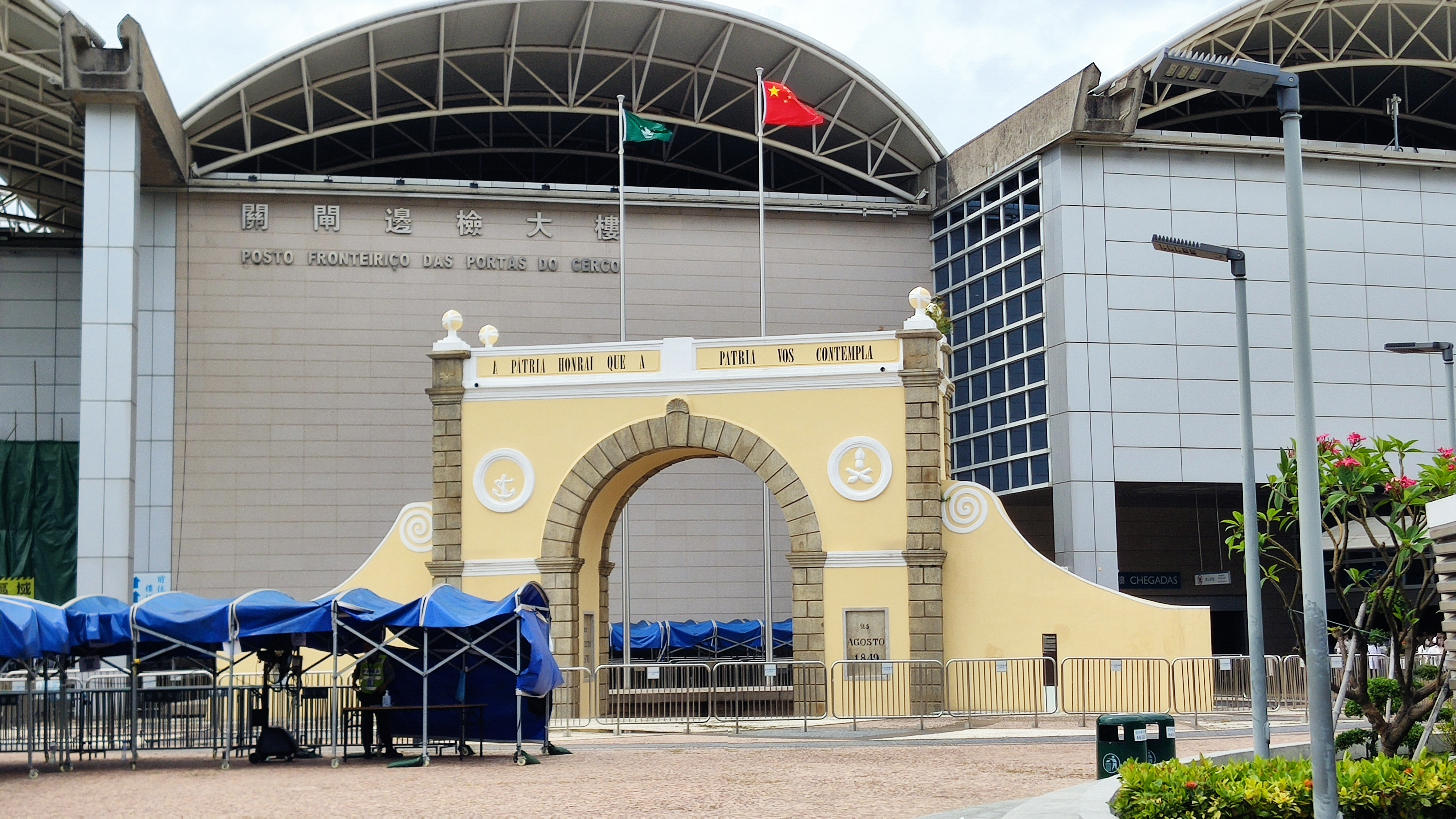
現今的關閘拱門（前）及關閘邊檢大樓（後）

關閘（葡萄牙語：Portas do Cerco），是澳門與珠海兩個的陸路通道出入口的其中之一，連接拱北口岸；另外圍繞在此口岸的地區及關閘馬路一帶也被稱為關閘或關閘區。關閘邊檢大樓的開放時間為06:00至次日01:00。
2015年12月20日中华人民共和国国务院颁布的2015版《中华人民共和国澳门特别行政区行政区域图》中，明确关闸澳门边检大楼地段划归为澳门特别行政区管辖。

## 歷史
關閘原位於關閘馬路中段，於1574年（明萬曆二年）由廣東省香山縣所建，為中式閘門城樓一座，樓高三層，門楣刻有「關閘門」字樣，並派官兵駐守。1673年（清康熙十二年），關閘重修，增建官廳，設關閘汛。
1849年，葡萄牙佔領關閘向北的地方，並修築通往關閘的馬路，即今「關閘馬路」。1871年，葡萄牙所建的凱旋門式大閘門（稱關閘拱門）落成。拱門砌以六塊石板，上面 鐫刻着如下日期：“22 AGOSTO 1849”、“25 AGOSTO 1849”、“22 AGOSTO 1870”、“31 OUTUBRO 1871”，分別是亞馬留遇刺、美士基打率兵攻擊關閘、關閘拱門始建及建成日期。首兩個事件是關閘拱門的紀念事件的時間性指標， 後兩個是拱門建設中的時間性指標，其中，關閘拱門的始建正是在亞馬留遇刺二十一週年當天，可見在拱門的建設之時間性中也蘊涵着意象性指向，取代了明清政府古關閘城樓的管治地位，作為今後澳葡的集體記憶使當前葡治印象合理化。
1874年（清同治十三年），葡萄牙侵佔澳門加劇，中式關閘被強行拆除，門楣的「關閘門」石碑現今鑲嵌於市政署大樓內。
1993年，澳葡政府決定恢復對從中國內地出入境的民眾實施邊檢措施，遂建成出入境驗證大樓。驗證大樓設東西兩翼，東翼為入境大廳，西翼為離境大廳。另設中央大樓，並有一條直通拱門的觀光走廊。2004年1月驗證大樓重建成新的關閘邊檢大樓。

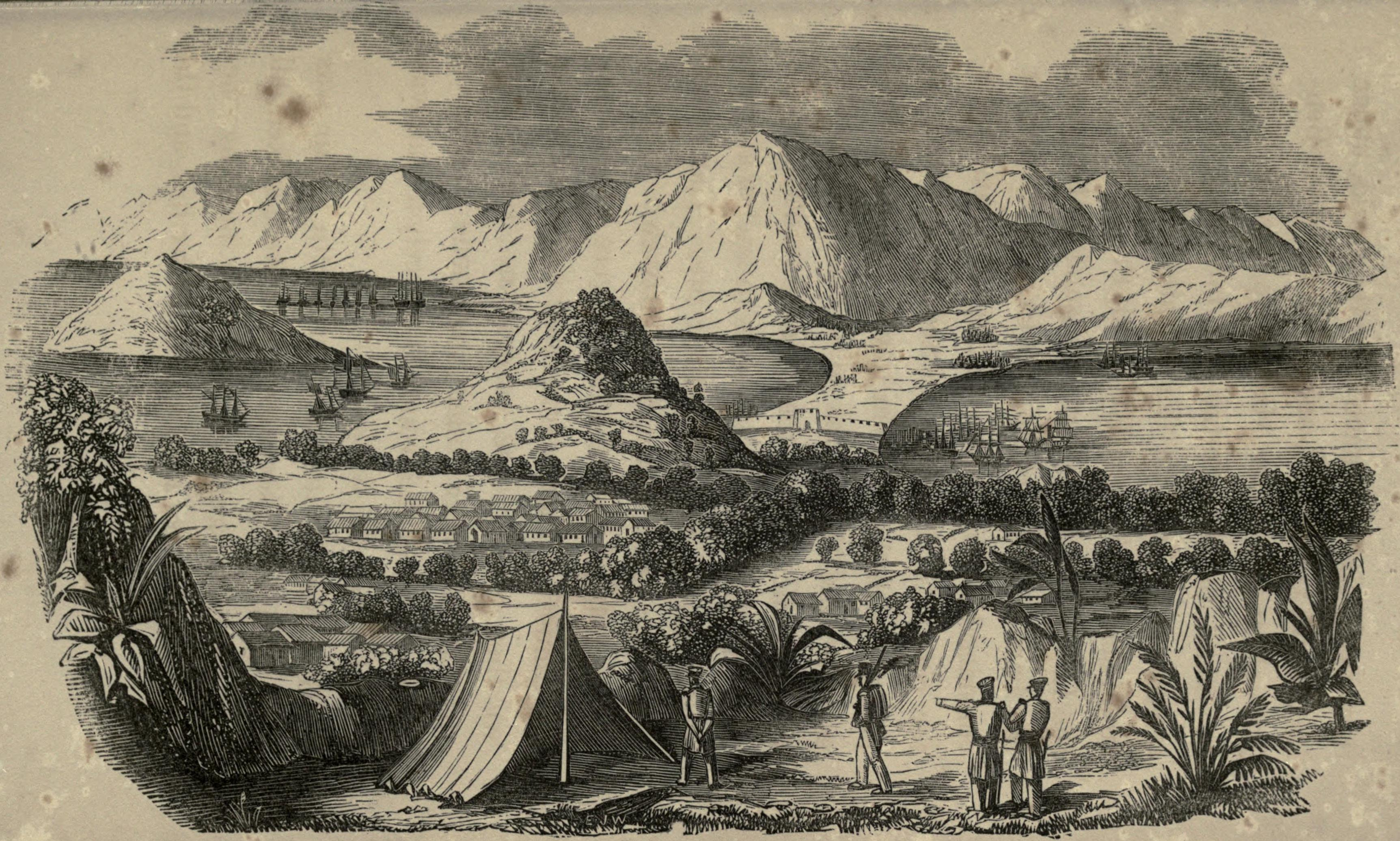
畫家筆下1844年的澳門，可見有古城門及城牆為界
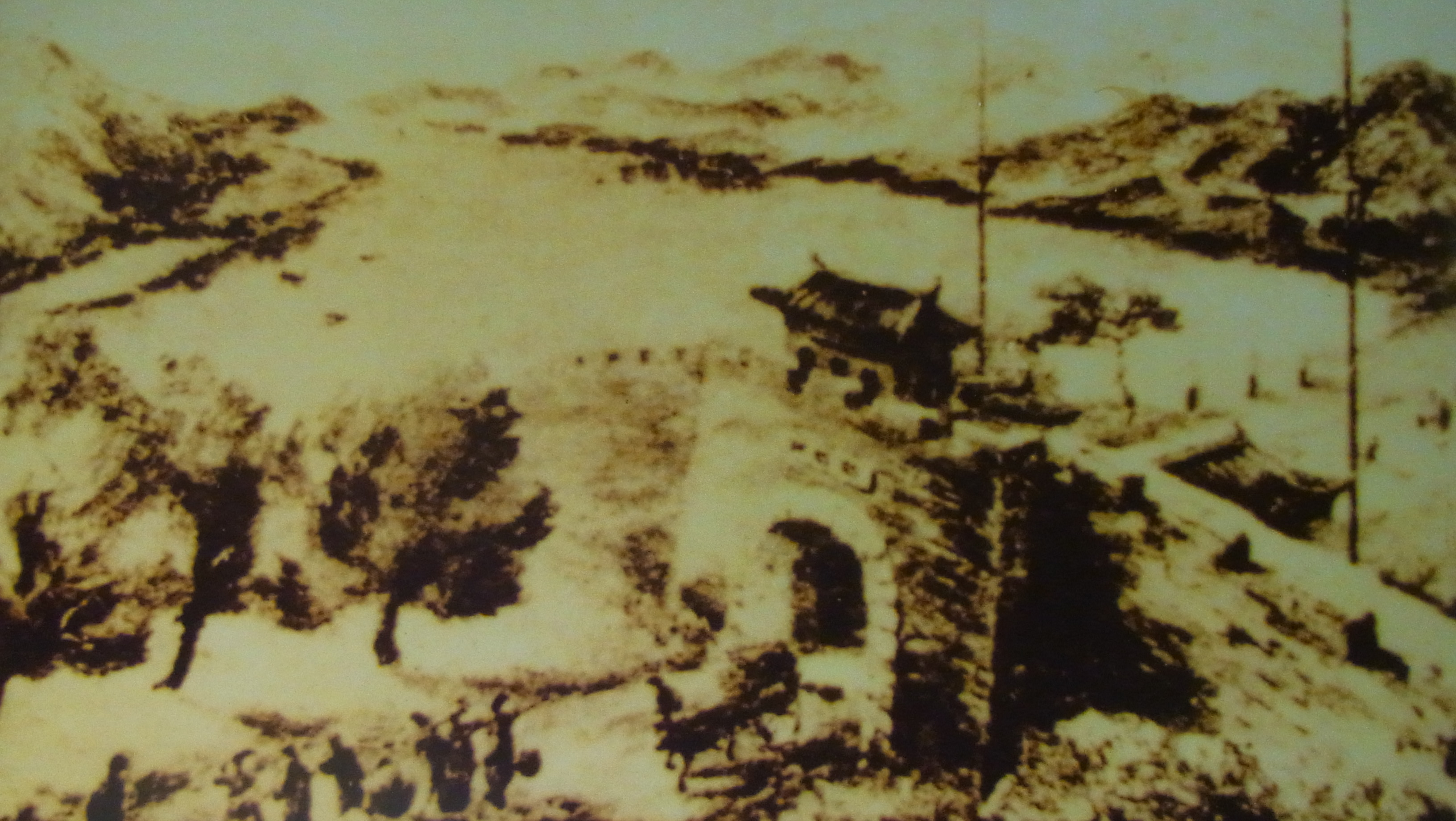
古老的關閘中式城樓
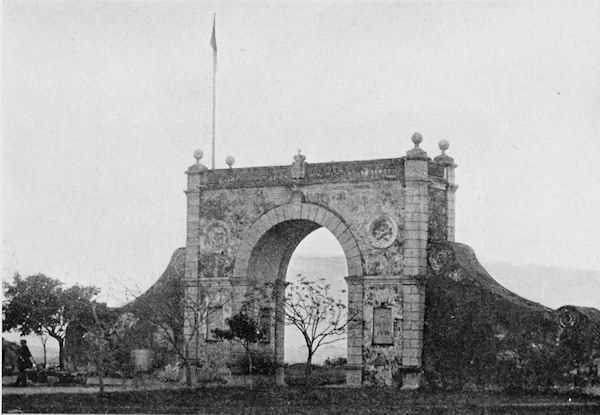
古舊的關閘拱門，由葡萄牙人建造

## 關閘邊檢大樓
有鑒於舊有的出入境驗證大樓不敷應用，澳門政府於2001年向珠海市租借關閘以北「三不管地帶」地段，興建新的關閘邊檢大樓（葡萄牙語：Posto Fronteiriço das Portas do Cerco）。新邊檢大樓總面積為38,000平方米，設有71條出入境行人過關通道，下層為入境層，上層為離境層；並設有22條行車通道，西側為離境通道，東側為入境通道。設計人流量為每天20萬人，於2004年1月15日落成，並於同年2月2日啟用。另外附設有關閘廣場和地下客運總站（亦為全澳門首個有蓋的地下巴士總站）。
但新關閘邊檢大樓依然未能滿足遊客的強勁增長，同時又需要應付未來出入境流量的增加，關閘邊檢大樓於起2008年6月11日開展擴建工程，透過削減東、西兩邊行車道、調節大樓內部的辦公場所，以騰出空間擴大候檢大廳和增加通關設施，使出入境設施的日最高處理量由現時的30萬人次提升至50萬人次；擴建工程已於2010年完成。
2015年12月20日起，根據《中華人民共和國澳門特別行政區行政區域圖（草案）》，原租借地段正式劃入澳門範圍。

### 開放時間
2014年12月18日前，開放時間為07:00-00:00。
2014年12月18日起，關閘邊檢大樓開放時間提早至06:00開關，閉關時間也延後至01:00。
2020年1月27日起，為配合COVID-19防控工作，關閘邊檢大樓開放時間，臨時調整為06:00-22:00。
2020年5月3日起，關閘邊檢大樓恢復原有的通關時間。
2022年8月3日至5日凌晨1時，因拱北口岸舊廳封閉進行消防改造，新廳正在安裝設備，導致需要暫停通關。
2022年8月5日上午6時起，關閘邊檢大樓恢復通關，珠海市陸路口岸疫情防控工作專班公布關於拱北口岸、青茂口岸通關場所實施限次分流措施的通告。經與澳方協商一致，為配合拱北口岸舊旅檢大廳封閉進行消防改造，自2022年8月5日6時起，在拱北口岸、青茂口岸實施限次分流措施：
- 一、珠澳通關人員（旅行團除外）每日限進、出拱北口岸（不含客、貨車通道）和青茂口岸通關場所各1次；港珠澳大橋珠海公路口岸珠澳通道、橫琴口岸、灣仔口岸通關場所不限進出次數。
- 二、旅行團指定經港珠澳大橋珠海公路口岸珠澳通道或橫琴口岸通關。

## 關閘廣場
關閘廣場（葡萄牙語：Praça das Portas do Cerco）現時位置是原有出入境口岸的位置，其地下空間為的士穿越隧道及地下巴士總站。
關閘廣場的建造工程是與關閘地下客運總站一起進行，工程首先是搬遷原有巴士總站，及後新驗證大樓--關閘邊檢大樓的車道查驗設施率先在2003年啟用，原有的出入境口岸車道查驗即時停用並拆卸以配合廣場的興建。2004年2月2日關閘邊檢大樓正式啟用，原來的出入境口岸完成使命並拆卸並開挖地下以興建新關閘總站。2004年11月16日，關閘廣場正式啟用；11月23日，關閘地下客運總站正式啟用成為澳門首個室內的巴士總站。但在2017年8月風災中，車站被風暴潮引起的洪水淹沒，急需關閉復修，導致該站全面停用。交通事务局将对關閘地下公共巴士總站（下称“关闸巴士总站”）进行通风系统重建及环境改善工程，工程于2018年底完成，並於同年12月15日恢復使用。旅客可在关闸广场搭乘娱乐场提供的免费穿梭巴士前往澳门城区。

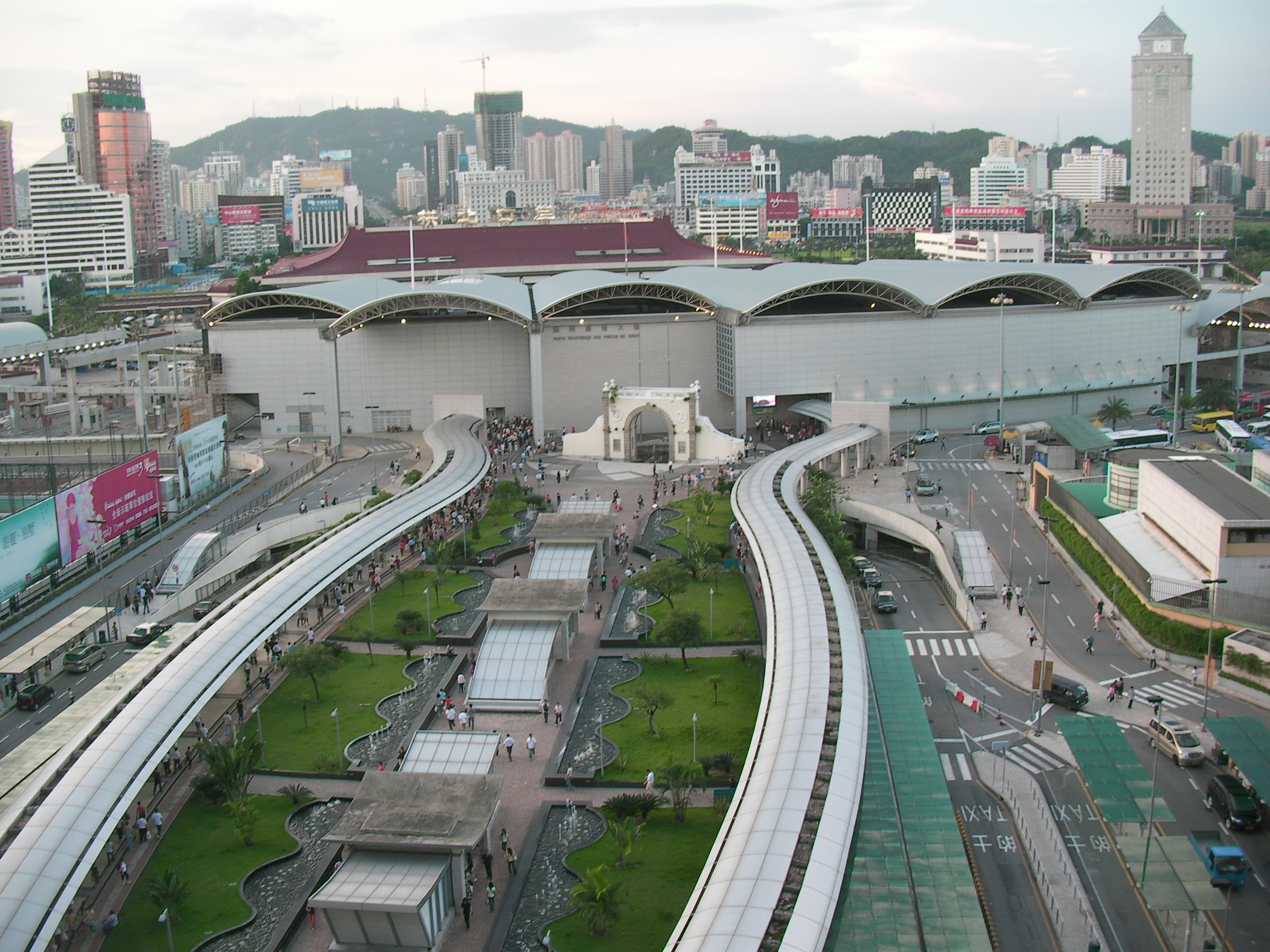
關閘廣場全景
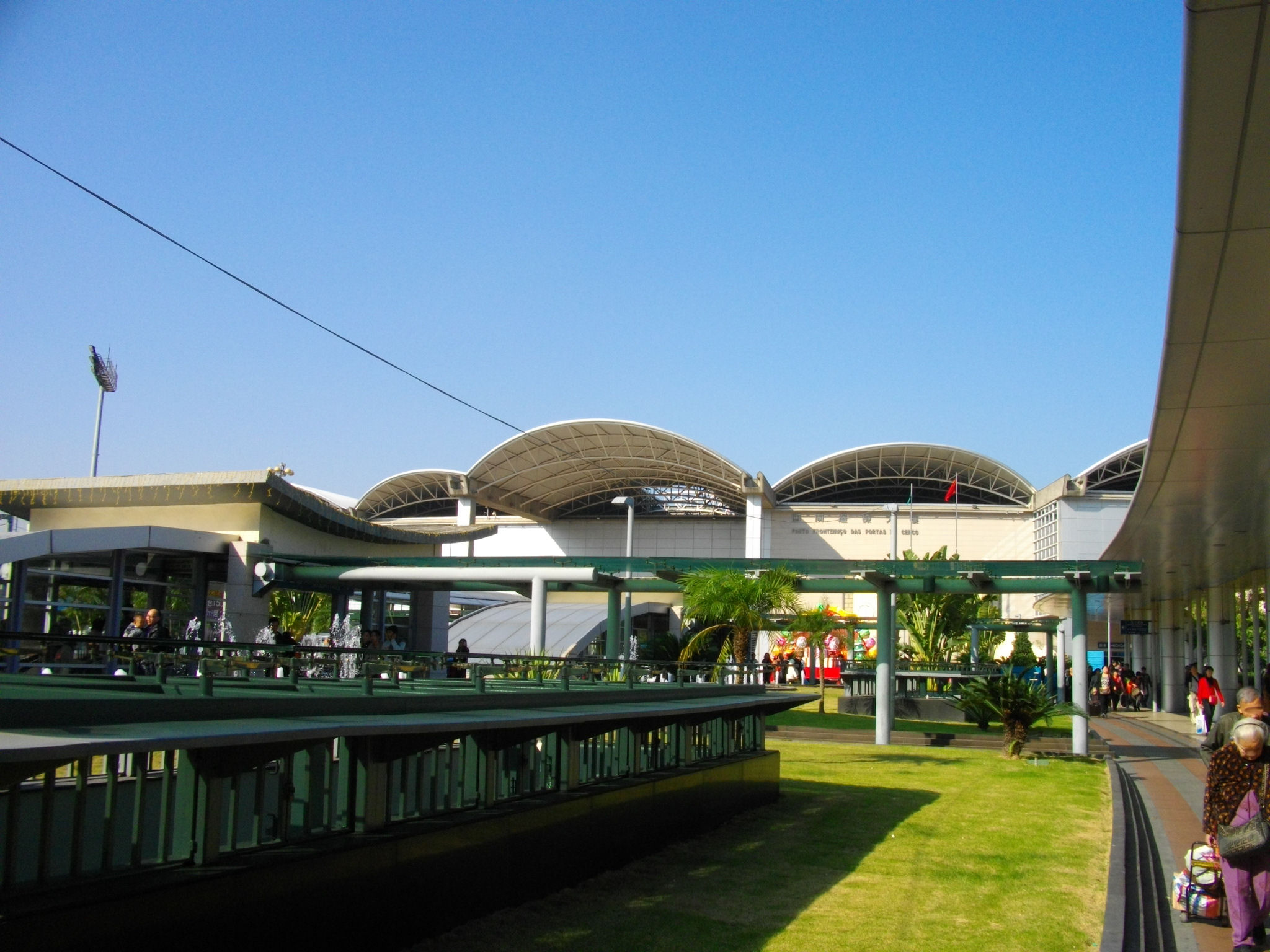
關閘廣場一角

## 部分住宅建築
- 彩虹苑
- 海南花園
- 柏麗花園
- 李秉倫大廈
- 泉碧花園
- 華大新村

## 重要建築或地點

### 學校
- 澳門新華學校
- 菜農子弟學校
- 海暉學校
- 澳門坊眾學校

### 政府機構
- 澳門特別行政區政府治安警察局關閘出入境事務站

### 文娛設施
- 工人體育場 (澳門)
- 文化局紀念孫中山市政公園黃營均圖書館
- 體育局孫中山泳池

### 公園
- 紀念孫中山市政公園

## 交通

### 主要道路
- 關閘廣場隧道
- 關閘總站隧道
- 巴波沙大馬路
- 關閘馬路
- 永定街
- 騎士馬路

### 公共巴士總站
- 關閘總站
- 關閘廣場 (巴士總站)
- 關閘東側上落客區

### 酒店及娛樂場客運專車（發財車）
- 關閘東側上落客區
- 關閘臨時旅遊巴停車場

### 輕軌
- █  東線ES1站（興建中）

## 衍生問題
由於關閘過境人流眾多，在尖峰時段或例假日及公眾假期前夕，更出現人多擠擁的情況，出入境部門一度在關閘邊檢大樓附近實施人流管制措施。
同時由於受2019冠状病毒病疫情的影響，在2020年初至2023年1月7日，粵港兩地實施出入境管制。而澳門自2020年7月中旬开始对中国大陆實施免隔離醫學觀察措施，以及中国大陆2020年8月12日起恢复办理港澳通行证及澳门签注（含团队旅游、个人旅游签注）和单方面（即从澳门出发前往第三国/地区）的转机后，導致澳门成为在疫情期间唯一能免隔离往返中国大陆的地区，于是大批水貨和水貨客往返澳门和中国大陆，澳门水貨客問題开始比疫情爆發前更嚴重。但随着2023年1月8日，中国大陆全面“解封”，以及香港于2023年1月15日全面恢复与中国大陆的通关，此问题一度得到缓解，但自2023年5月起取消限次通關後，水客狀況仍維持至恢復全面正常往來後及限次通關措施實施期間的狀況。